# Пасо-Агерре
Пасо-Агерре (исп. Paso Aguerre) — посёлок в департаменте Пикун-Леуфу провинции Неукен (Аргентина).

## Население
Сейчас в посёлке проживают 368 человек. Численность увеличилась по сравнению с данными предыдущей переписи (она была сделана в 2001 году). Население составляют 208 мужчин и 160 женщин.